# Kecamatan Kedungbanteng (distrikt i Indonesien, lat -7,34, long 109,21)
Kecamatan Kedungbanteng är ett distrikt i Indonesien.   Det ligger i provinsen Jawa Tengah, i den västra delen av landet, 290 km öster om huvudstaden Jakarta.